# Piero Operto
Piero Operto (* 20. Dezember 1926 in Turin; † 4. Mai 1949 in Superga) war ein italienischer Fußballspieler. Für die AS Casale und die AC Turin aktiv, zählte er zu den Opfern des Flugunfalls von Superga.

## Karriere
Piero Operto wurde am 20. Dezember 1926 in der norditalienischen Metropole Turin geboren und begann mit dem Fußballspielen beim AS Casale, wo er ab 1946 seine erste Station im Profifußball hatte. Der Verein war 1946 zweitklassig, musste aber als Tabellenletzter der Girone A der Serie B 1946/47 den Gang in die Drittklassigkeit antreten. So endete Piero Opertos erste Saison im Fußball gleich mit dem Abstieg aus der Serie B. In der folgenden Drittligasaison wurde der AS Casale souverän Erster der Girone D. Ein Aufstieg blieb dem Verein aber verwehrt, da in jenem Jahr aufgrund einer Ligareform keine Aufsteiger in die Serie B erspielt wurden.
Im Sommer 1948 schloss sich Piero Operto nach 71 Ligaspielen mit vier Toren für den AS Casale der AC Turin an. Der Verein stellte damals die mit Abstand beste Fußballmannschaft Italiens, die aufgrund ihrer Erfolge auch als Grande Torino bekannt war. Das Team um Spieler wie Valentino Mazzola, Ezio Loik oder Guglielmo Gabetto gewann zwischen 1942 und 1949 fünfmal in Serie und einzig durch den Zweiten Weltkrieg unterbrochen die italienische Fußballmeisterschaft und dominierte vor allem in der zweiten Hälfte der 1940er-Jahre den italienischen Fußball. Beim AC Turin konnte sich Piero Operto nach anfänglichen Schwierigkeiten als Stammspieler etablieren und kam im Laufe der Serie A 1948/49 zu elf Einsätzen. Bereits Anfang Mai 1949 stand Torino als Meister fest und flog daraufhin zu einem Freundschaftsspiel nach Lissabon. Auf dem Rückweg prallte das Flugzeug vom Typ Fiat G.212 bei starkem Nebel gegen den Turiner Hausberg Superga. Der Unfall forderte 31 Todesopfer, Überlebende gab es keine. Durch diesen Flugunfall verlor neben allen anderen mitgereisten Spielern des AC Turin auch der erst 22-jährige Piero Operto sein Leben.

## Erfolge
- Italienische Meisterschaft: 1×

1948/49 mit dem AC Turin